# Seven (EP)
Pour les articles homonymes, voir Seven.
 (janvier 2017).
Albums de Martin Garrix
Break Through the Silence
(2015) Bylaw
(2018)
Singles
1. Wiee
Sortie : 15 octobre 2016
2. Sun Is Never Going Down
Sortie : 16 octobre 2016
3. Spotless
Sortie : 17 octobre 2016
4. Hold On And Believe
Sortie : 18 octobre 2016
5. Welcome
Sortie : 19 octobre 2016
6. Together
Sortie : 20 octobre 2016
7. Make Up Your Mind
Sortie : 21 octobre 2016

Seven est le troisième extended play (EP) du DJ Martin Garrix. L'EP est sorti le 28 octobre 2016 en téléchargement numérique sur iTunes,. Il comprend sept titres dévoilés, un par un, chaque jour entre le 15 et le 21 octobre 2016.

## Liste des pistes
Toutes les pistes sont écrites et composées par Martin Garrix.
| Téléchargement numérique – EP | Téléchargement numérique – EP                    | Téléchargement numérique – EP                                                                                  | Téléchargement numérique – EP     | Téléchargement numérique – EP | Téléchargement numérique – EP | Téléchargement numérique – EP | Téléchargement numérique – EP | Téléchargement numérique – EP | Téléchargement numérique – EP |
| No                            | Titre                                            | Auteur | Producteur(s)                     | Durée                         |                               |                               |                               |                               |                               |
| ----------------------------- | ------------------------------------------------ | --- | --------------------------------- | ----------------------------- | ----------------------------- | ----------------------------- | ----------------------------- | ----------------------------- | ----------------------------- |
| 1.                            | WIEE (avec Mesto)                                | - Martin Garrix - Melle Stomp                                                                                  | - Martin Garrix - Mesto           | 3:23                          |                               |                               |                               |                               |                               |
| 2.                            | Sun Is Never Going Down (featuring Dawn Golden)  | - Martin Garrix - Dexter Tortoriello - Jem Cooke - James Bryan McCollum - Justin "SumPunk" Broad - Paul Herman | Martin Garrix                     | 3:24                          |                               |                               |                               |                               |                               |
| 3.                            | Spotless (avec Jay Hardway)                      | - Martin Garrix - Jay Hardway                                                                                  | - Martin Garrix - Jay Hardway     | 3:15                          |                               |                               |                               |                               |                               |
| 4.                            | Hold On & Believe (featuring The Federal Empire) | - Martin Garrix - Chad Wolf - McKay Stevens - Keith Varon - Simon Strömstedt - Giorgio Tuinfort                | Martin Garrix                     | 3:54                          |                               |                               |                               |                               |                               |
| 5.                            | Welcome (avec Julian Jordan)                     | - Martin Garrix - Julian Jordan                                                                                | - Martin Garrix - Julian Jordan   | 3:05                          |                               |                               |                               |                               |                               |
| 6.                            | Together (avec Matisse & Sadko)                  | - Martin Garrix - Alexander Parkhomenko - Yury Parkhomenko                                                     | - Martin Garrix - Matisse & Sadko | 3:41                          |                               |                               |                               |                               |                               |
| 7.                            | Make Up Your Mind (avec Florian Picasso)         | - Martin Garrix - Florian Picasso                                                                              | - Martin Garrix - Florian Picasso | 3:16                          |                               |                               |                               |                               |                               |
| 24:00                         |                                                  | |                                   |                               |                               |                               |                               |                               |                               |

## Classement
| Classement (2016)                        | Meilleure position |
| ---------------------------------------- | ------------------ |
| États-Unis (Top Dance/Electronic Albums) | 5                  |

## Historique de sortie
| Region | Date            | Format                   | Label       |
| ------ | --------------- | ------------------------ | ----------- |
| Monde  | 28 octobre 2016 | Téléchargement numérique | Stmpd Rcrds |